# Comtat del Lauraguès
El comtat del Lauraguès (en occità Lauragués en francès Lauragais) fou una jurisdicció feudal de França al Llenguadoc, regió al sud-est de Tolosa amb capital a Castellnou d'Arri que agafa el nom de la petita vila de Laurac.
Lauragais fou erigida en comtat per Lluís XI de França en profit de la família de La Tor d'Alvernha (la Tour d'Auvergne) el 1477, a canvi de la cessió del comtat de Boulogne que pertanyia a Bertran II d'Alvèrnia i Boulogne comte d'Alvèrnia i de Boulogne, i senyor de La Tour (1461-1497) i que des del gener del 1477 fou comte d'Alvèrnia i del Lauraguès.
Bertran fou el pare de Joan IV (1467-1501), comte d'Alvèrnia i senyor de la Tour (1497-1501), que fou el pare de Magdalena de la Tour d'Auvergne la qual va heretar els comtats de Lauragais i d'Alvèrnia junt a amb la seva germana Anna d'Alvèrnia. Aquesta darrera es va casar el 8 de juliol de 1505 (quan tenia uns 10 o 12 anys) amb el seu cosí John Stuart (no van tenir fills). Magdalena es va casar el 2 de maig de 1518 (quan tenia 20 anys) a Amboise amb Llorenç II Mèdici (1492-1519), duc d'Urbino i foren pares de Caterina de Mèdici (1519-1589).
El comtat retornà al domini reial pel casament l'octubre de 1533 de Caterina de Mèdici amb el que serà el futur Enric II de França, que va pujar al tron el 1547. El 1554 Caterina va aconseguir fer erigir Castellnou d'Arri com a seu de la senescalia del comtat per concessió reial i el tribunal de justícia civil i criminal (el Presidial) fou construït al costat del castell acabant-se el 1585; Caterina va morir el 1589.
Després fou un ducat donat a Lluís Antoni de Brancas (1682-1759) quart duc de Villars-Brancas, casat el 1709 amb Maria Angelina Fremyn, par de França el 1714 i primer duc de Lauragais. El seu fill Lluís de Brancas (1714-1794) va heretar els ducats de Villars-Brancas i Lauragais del seu pare; el fill d'aquest Lluís Lleó de Brancas (1733-1824), d'un primer matrimoni (1731) de Lluís amb Adelaida Genovava d'O (Lluis es va casar tres vegades, la segona el 1742 amb Diana Adelaida de Mailly i la tercera el 1772 amb Guillelma de Neukirchen) el va heretar quan el ducat ja havia estat expropiat per la revolució i fou el tercer duc de Lauragais. La seva filla Paulina Lluïsa de Brancas-Villars fou anomenada comtessa de Lauragais però va morir abans que el seu pare el 1812; estava casada des del 1755 amb Lluís Engelbert duc d'Arenberg però no hi va haver successió i l'herència va passar al nebot de Lluís Lleó, Lluís Maria Baptista de Brancas (+1852) fill del seu germà Bufill Antoni Lleó, duc de Cereste, que va ser duc de Villars-Brancas i de Lauragais, darrer a usar el títol.